# Kabinett Nouira

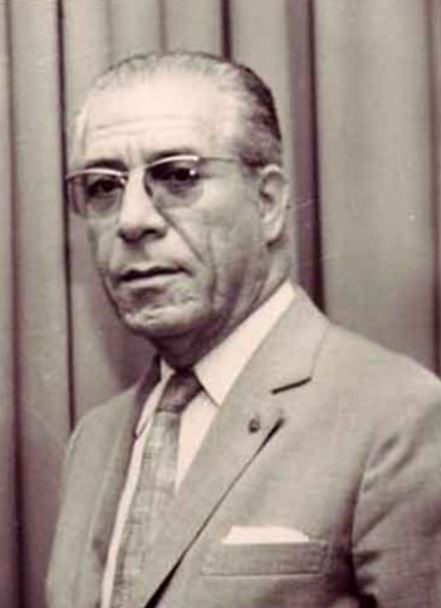
Hédi Nouira war zwischen 1970 und 1980 Premierminister von Tunesien

Das Kabinett Nouira wurde am 2. November 1970 von Premierminister Hédi Nouira von der Sozialistischen Destur-Partei (PSD) gebildet. Es löste das Kabinett Ladgham ab und blieb bis zum 23. April 1980 im Amt, woraufhin es vom Kabinett Mzali abgelöst wurde.

## Zusammensetzung und Regierungspolitik 1970 bis 1980
Dem Kabinett gehörten folgende Minister und Staatssekretäre an:

### Erstes Kabinett (6. November 1970 bis 29. Oktober 1971)
Der schlechte Gesundheitszustand und dadurch bedingte lange Auslandsaufenthalte von Staatspräsident Habib Bourguiba lassen die Nachfolgefrage und die Zukunft des Präsidialsystems zum beherrschenden innenpolitischen Thema werden. Der Reformflügel um den bisherigen Innenminister Ahmed Mestiri setzte sich beim Parteikongress der PSD (11. bis 15. Oktober 1971) mit Vorschlägen zur Reform der Verfassung gegen Bourguiba durch. Bourguiba und Premierminister Hédi Nouira entmachten darauf die Reformer und festigen in den nächsten Jahren ihre Kontrolle über das politische System. 1971 endete der 1962 begonnene Zehn-Jahres-Perspektivplan, der einen eigenen „tunesischen Weg zum Sozialismus“ mit umfassenden Strukturreformen und „autonomer Entwicklung“ durch ein integriertes System von privaten, genossenschaftlichen und staatlichen Unternehmen bestimmte. Kernstück war die Agrarreform, die eine Angleichung der Eigentumsverhältnisse, kooperative Bewirtschaftung und Erziehung zu neuem Bewusstsein vorsah. Durch den Plan ließen umfangreiche staatliche Investitionen in der Industrie die Produktion in den Jahren von 1962 bis 1971 um 106 Prozent steigen und zwar vor allem im Phosohatbergbau und der Erdölgewinnung sowie in der verarbeitenden Industrie wie Textilien, Baumaterialien und Phosphate. Im Export verdrängen in der Folgezeit Erdöl, Phosphate und Textilien die landwirtschaftlichen Erzeugnisse wie Olivenöl von der Spitze. Wichtige Devisenbringer sind der Tourismus sowie die Überweisungen tunesischer Erwerbstätiger vor allem aus der ehemaligen Kolonialmacht Frankreich sowie dem Nachbarland Libyen.
Das Kabinett wurde mehrfach auf einzelnen Positionen umgebildet, und zwar am 24. Juni 1971, 4. September 1971 sowie 23. Oktober 1971. Das Kabinett trat geschlossen am 29. Oktober 1971 zurück, sodass Premierminister Nouira am 29. Oktober 1971 ein neues Kabinett bildete.
| Amt | Name                             | Partei | Beginn der Amtszeit                | Ende der Amtszeit                  |
| --- | -------------------------------- | ------ | ---------------------------------- | ---------------------------------- |
| Premierminister                                                                                            | Hédi Nouira                      | PSD    | 2. November 1970                   | 29. Oktober 1971                   |
| Justizminister                                                                                             | Mohamed Fitouri                  | PSD    | 2. November 1970                   | 29. Oktober 1971                   |
| Außenminister                                                                                              | Muhammad Masmudi                 | PSD    | 2. November 1970                   | 29. Oktober 1971                   |
| Innenminister                                                                                              | Ahmed Mestiri Hédi Nouira        | PSD    | 2. November 1970 4. September 1971 | 4. September 1971 29. Oktober 1971 |
| Minister für nationale Verteidigung                                                                        | Hassib Ben Ammar Béchir Mhedhebi | PSD    | 2. November 1970 23. Oktober 1971  | 23. Oktober 1971 29. Oktober 1971  |
| Finanzminister                                                                                             | Abderrazak Rassaa                | PSD    | 2. November 1970                   | 29. Oktober 1971                   |
| Minister für nationale Wirtschaft                                                                          | Tijani Chelli                    | PSD    | 2. November 1970                   | 29. Oktober 1971                   |
| Landwirtschaftsminister                                                                                    | Abdallah Farhat                  | PSD    | 2. November 1970                   | 29. Oktober 1971                   |
| Minister für nationale Bildung                                                                             | Chedly Ayari                     | PSD    | 2. November 1970                   | 29. Oktober 1971                   |
| Minister für öffentliche Gesundheit                                                                        | Driss Guiga                      | PSD    | 2. November 1970                   | 29. Oktober 1971                   |
| Minister für öffentliche Arbeiten und Wohnungswesen                                                        | Lassaad Ben Osman                | PSD    | 2. November 1970                   | 29. Oktober 1971                   |
| Minister für Kultur und Information                                                                        | Habib Boularès Chedli Klibi      | PSD    | 2. November 1970 24. Juni 1971     | 24. Juni 1971 29. Oktober 1971     |
| Minister für Jugend und Sport                                                                              | Tahar Belkhodja                  | PSD    | 2. November 1970                   | 29. Oktober 1971                   |
| Beigeordneter Minister für Planung beim Premierminister                                                    | Mansour Moalla                   | PSD    | 2. November 1970                   | 29. Oktober 1971                   |
| Generalsekretär der Regierung beim Premierminister                                                         | Baccar Touzani                   | PSD    | 2. November 1970                   | 29. Oktober 1971                   |
| Staatssekretär für Soziales beim Premierminister                                                           | Sadok Ben Jemâa                  | PSD    | 2. November 1970                   | 29. Oktober 1971                   |
| Staatssekretär für Post, Telegrafie und Telefonie beim Minister für öffentliche Arbeiten und Wohnungswesen | Habib Ben Cheikh                 | PSD    | 2. November 1970                   | 29. Oktober 1971                   |
| Staatssekretär beim Minister für nationale Wirtschaft                                                      | Mekki Zidi                       | PSD    | 2. November 1970                   | 29. Oktober 1971                   |
| Staatssekretär beim Landwirtschaftsminister                                                                | Mustapha Zaanouni                | PSD    | 2. November 1970                   | 29. Oktober 1971                   |
| Staatssekretär beim Landwirtschaftsminister                                                                | Mohamed Ghedira                  | PSD    | 2. November 1970                   | 29. Oktober 1971                   |
| Staatssekretär für technische und berufliche Ausbildung beim Minister für nationale Bildung                | Fredj Jabbes                     | PSD    | 2. November 1970                   | 29. Oktober 1971                   |

### Zweites Kabinett (29. Oktober 1971 bis 5. November 1974)
Auf dem Parteikongress der PSD (12. bis 15. September 1974) in Monastir wurde Habib Bourguiba zum Parteivorsitzenden auf Lebenszeit gewählt. Ferner werden seine politischen Vorstellungen von den Delegierten gebilligt.
Das Kabinett wurde mehrfach auf einzelnen Positionen umgebildet, und zwar am 22. März 1972, 9. August 1972, 17. März 1973, 5. Juni 1973, 4. September 1973, 5. November 1973, 28. November 1973, 14. Januar 1974, 7. März 1974 und 25. September 1974. Das Kabinett trat nach der Wahl der Nationalversammlung am 3. November 1974 geschlossen am 5. September 1974 zurück, sodass Premierminister Nouira am 29. Oktober 1971 ein neues Kabinett bildete.
| Amt                                                                                            | Name                                                          | Partei | Beginn der Amtszeit                                              | Ende der Amtszeit                                                |
| ---------------------------------------------------------------------------------------------- | ------------------------------------------------------------- | ------ | ---------------------------------------------------------------- | ---------------------------------------------------------------- |
| Premierminister                                                                                | Hédi Nouira                                                   | PSD    | 29. Oktober 1971                                                 | 5. November 1974                                                 |
| Staatsminister                                                                                 | Taïeb Slim                                                    | PSD    | 29. Oktober 1971                                                 | 5. November 1974                                                 |
| Justizminister                                                                                 | Mohamed Bellalouna Slaheddine Baly                            | PSD    | 29. Oktober 1971 5. Juni 1973                                    | 5. Juni 1973 5. November 1974                                    |
| Außenminister                                                                                  | Muhammad Masmudi Habib Chatty                                 | PSD    | 29. Oktober 1971 14. Januar 1974                                 | 14. Januar 1974 5. November 1974                                 |
| Minister für nationale Verteidigung                                                            | Béchir Mhedhebi Abdallah Farhat Hédi Khefacha                 | PSD    | 29. Oktober 1971 9. August 1972 14. Januar 1974                  | 9. August 1972 14. Januar 1974 5. November 1974                  |
| Innenminister                                                                                  | Hédi Khefacha Tahar Belkhodja                                 | PSD    | 29. Oktober 1971 5. März 1973                                    | 5. März 1973 5. November 1974                                    |
| Minister für nationale Wirtschaft                                                              | Tijani Chelli Chedli Ayari Abdelaziz Lasram                   | PSD    | 29. Oktober 1971 22. März 1972 25. September 1974                | 22. März 1972 25. September 1974 5. November 1974                |
| Minister für Kultur und Information 28. November 1973: Kulturminister                          | Chedli Klibi Mahmoud Messadi                                  | PSD    | 29. Oktober 1971 28. November 1973                               | 28. November 1973 5. November 1974                               |
| Minister für öffentliche Gesundheit                                                            | Driss Guiga Mohamed Mzali                                     | PSD    | 29. Oktober 1971 17. März 1973                                   | 17. März 1973 5. November 1974                                   |
| Planungsminister                                                                               | Mansour Moalla Chedli Ayari                                   | PSD    | 29. Oktober 1971 25. September 1974                              | 25. September 1974 5. November 1974                              |
| Finanzminister                                                                                 | Mohamed Fitouri                                               | PSD    | 29. Oktober 1971                                                 | 5. November 1974                                                 |
| Minister für öffentliche Arbeiten und Wohnungswesen 28. November 1973: Minister für Ausrüstung | Mohamed Sayah Hédi Khefacha Abdallah Farhat Lassaad Ben Osman | PSD    | 29. Oktober 1971 5. Juni 1973 14. Januar 1974 25. September 1974 | 5. Juni 1973 14. Januar 1974 25. September 1974 5. November 1974 |
| Landwirtschaftsminister                                                                        | Dhaoui Hannablia Hassan Belkhodja                             | PSD    | 29. Oktober 1971 25. September 1974                              | 25. September 1974 5. November 1974                              |
| Minister für nationale Bildung                                                                 | Mohamed Mzali Driss Guiga                                     | PSD    | 29. Oktober 1971 17. März 1973                                   | 17. März 1973 5. November 1974                                   |
| Sozialminister                                                                                 | Farhat Dachraoui Mohamed Ennaceur                             | PSD    | 29. Oktober 1971 14. Januar 1974                                 | 14. Januar 1974 5. November 1974                                 |
| Minister für Post, Telegrafie und Telefonie                                                    | Habib Ben Cheikh                                              | PSD    | 29. Oktober 1971                                                 | 5. November 1974                                                 |
| Minister für Jugend und Sport                                                                  | Ahmed Chtourou Mohamed Sayah Fouad Mebazaa                    | PSD    | 29. Oktober 1971 5. Juni 1973 28. November 1973                  | 5. Juni 1973 28. November 1973 5. November 1974                  |
| Minister für Transport und Kommunikation                                                       | Lassaad Ben Osman Abdallah Farhat                             | PSD    | 28. November 1973 25. September 1974                             | 25. September 1974 5. November 1974                              |
| Beigeordneter Minister beim Premierminister                                                    | Mohamed Sayah                                                 | PSD    | 28. November 1973                                                | 5. November 1974                                                 |
| Staatssekretär beim Planungsminister                                                           | Mustapha Zaanouni                                             | PSD    | 29. Oktober 1971                                                 | 5. November 1974                                                 |
| Staatssekretär beim Minister für nationale Wirtschaft                                          | Mekki Zidi                                                    | PSD    | 29. Oktober 1971                                                 | 5. November 1974                                                 |
| Staatssekretär beim Landwirtschaftsminister                                                    | Mohamed Ghedira                                               | PSD    | 29. Oktober 1971                                                 | 5. November 1974                                                 |
| Staatssekretär beim Landwirtschaftsminister                                                    | Abderrahman Ben Messaoud                                      | PSD    | 29. Oktober 1971                                                 | 5. November 1974                                                 |
| Staatssekretär für technische und berufliche Ausbildung beim Minister für nationale Bildung    | Fredj Jabbes                                                  | PSD    | 29. Oktober 1971                                                 | 5. November 1974                                                 |
| Staatssekretär beim Minister für nationale Bildung                                             | Hamed Zeghal                                                  | PSD    | 29. Oktober 1971                                                 | 5. November 1974                                                 |
| Staatssekretär beim Minister für öffentliche Arbeiten und Wohnungswesen                        | Abdelhamid Sassi                                              | PSD    | 29. Oktober 1971                                                 | 5. November 1974                                                 |
| Staatssekretär für Information beim Premierminister                                            | Slaheddine Abdallah Mahmoud Maamouri Mustapha Masmoudi        | PSD    | 4. September 1973 7. März 1974 25. September 1974                | 7. März 1974 25. September 1974 5. November 1974                 |
| Staatssekretär beim Außenminister                                                              | Abdelaziz Hamzaoui Héchmi Kooli                               | PSD    | 5. November 1973 25. September 1974                              | 25. September 1974 5. November 1974                              |
| Staatssekretär beim Minister für Ausrüstung                                                    | Abdelhamid Sassi                                              | PSD    | 28. November 1973                                                | 5. November 1974                                                 |
| Staatssekretär beim Minister für Ausrüstung                                                    | Larbi Mallakh                                                 | PSD    | 28. November 1973                                                | 5. November 1974                                                 |
| Staatssekretär beim Minister für nationale Verteidigung                                        | Ahmed Bennour                                                 | PSD    | 14. Januar 1974                                                  | 5. November 1974                                                 |
| Generalsekretär der Regierung                                                                  | Baccar Touzani                                                | PSD    | 29. Oktober 1971                                                 | 5. November 1974                                                 |

### Drittes Kabinett (5. November 1974 bis 27. Dezember 1977)
Nach den Wiederwahl Bourguibas zum Staatspräsidenten und der Wahl der Nationalversammlung am 3. November 1974 wurde die Verfassung geändert. Die Änderungen sahen vor, dass der Premierminister designierter Nachfolger des Staatspräsidenten ist und die Nationalversammlung einen Präsidenten auf Lebenszeit wählen kann.
Das Kabinett wurde am 5. November 1974 gebildet und mehrfach auf einzelnen Positionen umgebildet, und zwar am 31. Mai 1976, 21. Juli 1976 sowie am 9. Dezember 1976.
Am 19. März 1975 wurde Habib Bourguiba von der Nationalversammlung zum Präsidenten auf Lebens gewählt. Durch erneute Verfassungsänderungen im Dezember 1975 werden die Rechte des Staatspräsidenten noch einmal erweitert. Das Regime fährt anschließend einen scharfen innenpolitischen Kurs gegen Oppositionelle, vor allem Lehrer und Studenten, worauf es mehrere Hundert politische Festnahmen gibt. In den Jahren 1976 und 1977 modernisiert und vergrößert Tunesien mit Unterstützung der USA durch Waffenlieferungen und Frankreich durch Rüstungsgüter und Ausbildungsbeihilfe seine Streitkräfte. Am 10. Juni 1977 wollen Tunesien und Libyen ihren Streit über die Abgrenzung des gemeinsamen Festlandsockels, unter dem reiche Ölreserven vermutet werden, dem Internationalen Gerichtshof (IGH) zum Schiedsspruch vorlegen, der am 1. Dezember 1978 erfolgte. Damit entspannte sich das seit Jahren gestörte Verhältnis zu Libyen, nachdem Tunesien die am 12. Januar 1974 beschlossene Union mit Libyen nach drei Tagen praktisch widerrufen hatte. Im Oktober 1977 beschlossen beide Staaten wieder eine engere Zusammenarbeit.
Nach einer offenen Regierungskrise, die zur Entlassung von Innenminister Tahar Belkhodja, zur Ablösung des Generaldirektors für nationale Sicherheit Abdelmajid Bouslama durch Zine el-Abidine Ben Ali sowie am 24. und 26. Dezember 1977 zum Rücktritt von sechs weiteren Kabinettsmitgliedern führte, trat das Kabinett geschlossen zurück, sodass Premierminister Nouira am 27. Dezember 1977 ein neues Kabinett bildete.
| Amt | Name                             | Partei | Beginn der Amtszeit               | Ende der Amtszeit                  |
| --- | -------------------------------- | ------ | --------------------------------- | ---------------------------------- |
| Premierminister                                                                                                | Hédi Nouira                      | PSD    | 5. November 1974                  | 27. Dezember 1977                  |
| Justizminister                                                                                                 | Slaheddine Baly                  | PSD    | 5. November 1974                  | 27. Dezember 1977                  |
| Außenminister                                                                                                  | Habib Chatty                     | PSD    | 5. November 1974                  | 27. Dezember 1977                  |
| Innenminister                                                                                                  | Tahar Belkhodja                  | PSD    | 5. November 1974                  | 27. Dezember 1977                  |
| Minister für nationale Verteidigung                                                                            | Hédi Khefacha Abdallah Farhat    | PSD    | 5. November 1974 31. Mai 1976     | 31. Mai 1976 27. Dezember 1977     |
| Beigeordneter Minister beim Premierminister                                                                    | Mohamed Sayah                    | PSD    | 5. November 1974                  | 27. Dezember 1977                  |
| Planungsminister                                                                                               | Chedli Ayari                     | PSD    | 5. November 1974                  | 27. Dezember 1977                  |
| Finanzminister                                                                                                 | Mohamed Fitouri                  | PSD    | 5. November 1974                  | 27. Dezember 1977                  |
| Minister für nationale Wirtschaft                                                                              | Abdelaziz Lasram                 | PSD    | 5. November 1974                  | 27. Dezember 1977                  |
| Landwirtschaftsminister                                                                                        | Hassan Belkhodja                 | PSD    | 5. November 1974                  | 27. Dezember 1977                  |
| Minister für nationale Bildung                                                                                 | Driss Guiga Mohamed Mzali        | PSD    | 5. November 1974 31. Mai 1976     | 31. Mai 1976 27. Dezember 1977     |
| Kulturminister                                                                                                 | Mahmoud Messadi Chedli Klibi     | PSD    | 5. November 1974 9. Dezember 1976 | 9. Dezember 1976 27. Dezember 1977 |
| Minister für öffentliche Gesundheit                                                                            | Mohamed Mzali Mongi Kooli        | PSD    | 5. November 1974 31. Mai 1976     | 31. Mai 1976 27. Dezember 1977     |
| Minister für Ausrüstung                                                                                        | Lassaad Ben Osman                | PSD    | 5. November 1974                  | 27. Dezember 1977                  |
| Sozialminister                                                                                                 | Mohamed Ennaceur                 | PSD    | 5. November 1974                  | 27. Dezember 1977                  |
| Minister für Transport und Kommunikation                                                                       | Abdallah Farhat Abdelhamid Sassi | PSD    | 5. November 1974 31. Mai 1976     | 31. Mai 1976 27. Dezember 1977     |
| Minister für Jugend und Sport                                                                                  | Fouad Mebazaa                    | PSD    | 5. November 1974                  | 27. Dezember 1977                  |
| Minister für die Beziehungen zur Nationalversammlung und Generalsekretär der Regierung                         | Moncef Bel Hadj Amor             | PSD    | 31. Mai 1976                      | 27. Dezember 1977                  |
| Staatssekretär für Information beim Premierminister                                                            | Mustapha Masmoudi                | PSD    | 5. November 1974                  | 27. Dezember 1977                  |
| Staatssekretär beim Außenminister                                                                              | Mongi Kooli Brahim Turki         | PSD    | 5. November 1974 21. Juli 1976    | 21. Juli 1976 27. Dezember 1977    |
| Staatssekretär beim Minister für nationale Verteidigung                                                        | Ahmed Bennour                    | PSD    | 5. November 1974                  | 27. Dezember 1977                  |
| Staatssekretär beim Planungsminister 19. Februar 1975: Beigeordneter Minister für Planung beim Premierminister | Mustapha Zaanouni                | PSD    | 5. November 1974                  | 27. Dezember 1977                  |
| Staatssekretär beim Minister für nationale Bildung                                                             | Hédi Zeghal                      | PSD    | 5. November 1974                  | 27. Dezember 1977                  |
| Staatssekretär beim Landwirtschaftsminister                                                                    | Mohamed Ghedira                  | PSD    | 5. November 1974                  | 27. Dezember 1977                  |
| Staatssekretär beim Landwirtschaftsminister                                                                    | Abderrahman Ben Messaoud         | PSD    | 5. November 1974                  | 27. Dezember 1977                  |
| Staatssekretär beim Minister für Ausrüstung                                                                    | Abdelhamid Sassi                 | PSD    | 5. November 1974                  | 27. Dezember 1977                  |
| Staatssekretär beim Minister für Ausrüstung                                                                    | Larbi Mallakh                    | PSD    | 5. November 1974                  | 27. Dezember 1977                  |

### Viertes Kabinett (27. November 1977 bis 23. April 1980)

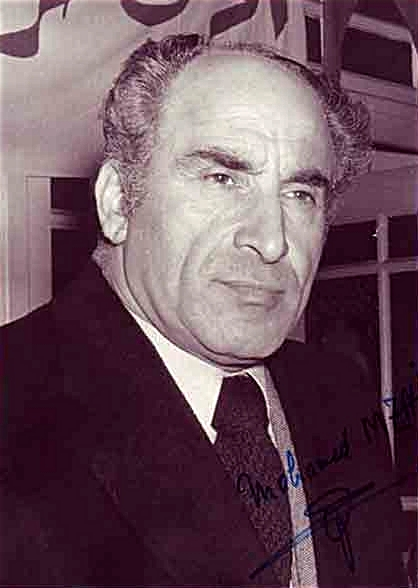
Mohamed Mzali wurde aufgrund der Erkrankung von Hédi Nouira am 1. März 1980 zunächst Koordinator für Regierungshandlungen und am 23. April 1980 Nouiras Nachfolger als Premierminister

Das Kabinett wurde nach einer offenen Regierungskrise am 27. Dezember 1977 gebildet und mehrfach auf einzelnen Positionen umgebildet, und zwar am 13. September 1978, 20. September 1978 und 12. September 1978.
Am 26. Januar 1978 rief der Gewerkschaftsverband UGTT (Union Générale Tunisienne du Travail) zum Generalstreik auf. Daraufhin kam es in mehreren Städten zu Demonstrationen und blutigen Zusammenstößen, woraufhin der Ausnahmezustand bis zum 25. Februar 1978 erklärt wurde. In den Monaten Juli bis Oktober 1978 werden gegen über 200 Gewerkschaftsfunktionäre Prozesse angestrengt.
Soziale Ungleichheit, wirtschaftliche Stagnation, Inflation und Massenarbeitslosigkeit, aber auch eine schwache Regierungsführung ließen die organisierte Opposition stark anwachsen, die wiederum soziale Sicherheit, bürgerliche Freiheitsrechte, vor allem Pressefreiheit und die Zulassung von Oppositionsparteien fordert. Die gewerkschaftliche Opposition agierte zum Teil vom Ausland aus, da zum Beispiel der frühere langjährige Minister und UGTT-Führer Ahmed Ben Salah 1973 nach Algerien geflohen war.
Nach der Wahl der Nationalversammlung am 4. November 1979 kam es am 7. November 1979 zu einer umfangreichen Kabinettsumbildung, die acht Minister und drei Staatssekretäre umfasste. Dabei kehrte unter anderem Sozialminister Mohamed Ennaceur in die Regierung zurück, der am 26. Dezember 1977 zurückgetreten war.
Die Berufung von Mohamed Mzali zum Koordinator für Regierungshandlungen aufgrund der Erkrankung von Premierminister Hédi Nouira am 1. März 1980 führte auch zur Rückkehr von Driss Guiga ins Kabinett, in dem er Innenminister wurde. Am 15. April 1980 kam es zu einer neuerlichen kleinen Kabinettsumbildung.
Am 23. April 1980 löste Mohamed Mzali schließlich Hédi Nouira nach fast zehnjähriger Amtszeit als Premierminister ab.
| Amt | Name                                              | Partei | Beginn der Amtszeit                                   | Ende der Amtszeit                                  |
| --- | ------------------------------------------------- | ------ | ----------------------------------------------------- | -------------------------------------------------- |
| Premierminister                                                                                               | Hédi Nouira                                       | PSD    | 27. Dezember 1977                                     | 23. April 1980                                     |
| Sonderberater im Ministerrang beim Präsidenten der Republik                                                   | Habib Bourguiba jr.                               | PSD    | 27. Dezember 1977                                     | 23. April 1980                                     |
| Justizminister                                                                                                | Slaheddine Baly                                   | PSD    | 27. Dezember 1977                                     | 23. April 1980                                     |
| Außenminister                                                                                                 | Mohamed Fitouri Hassan Belkhodja                  | PSD    | 27. Dezember 1977 15. April 1980                      | 15. April 1980 23. April 1980                      |
| Innenminister                                                                                                 | Dhaoui Hannablia Othman Kechrid Driss Guiga       | PSD    | 27. Dezember 1977 7. November 1979 1. März 1980       | 7. November 1979 1. März 1980 23. April 1980       |
| Minister für nationale Verteidigung                                                                           | Abdallah Farhat Rachid Sfar                       | PSD    | 27. Dezember 1977 12. September 1979                  | 12. September 1979 23. April 1980                  |
| Beigeordneter Minister beim Premierminister                                                                   | Mohamed Sayah                                     | PSD    | 27. Dezember 1977                                     | 23. April 1980                                     |
| Beigeordneter Minister für Planung beim Premierminister                                                       | Mustapha Zaânouni                                 | PSD    | 27. Dezember 1977                                     | 23. April 1980                                     |
| Finanzminister                                                                                                | Abdelaziz Mathari                                 | PSD    | 27. Dezember 1977                                     | 23. April 1980                                     |
| Minister für Industrie, Bergbau und Energie                                                                   | Rachid Sfar Amor Rourou                           | PSD    | 27. Dezember 1977 7. November 1979                    | 7. November 1979 23. April 1980                    |
| Handelsminister                                                                                               | Slaheddine Ben Mbarek                             | PSD    | 27. Dezember 1977                                     | 23. April 1980                                     |
| Landwirtschaftsminister                                                                                       | Hassan Belkhodja Lassâad Ben Osman                | PSD    | 27. Dezember 1977 7. November 1979                    | 7. November 1979 23. April 1980                    |
| Minister für nationale Bildung                                                                                | Mohamed Mzali                                     | PSD    | 27. Dezember 1977                                     | 23. April 1980                                     |
| Kulturminister 7. November 1979: Minister für Kultur und Information                                          | Chedli Klibi Mohamed Yalaoui Fouad Mebazaa        | PSD    | 27. Dezember 1977 20. September 1978 7. November 1979 | 20. September 1978 7. November 1979 23. April 1980 |
| Minister für öffentliche Gesundheit                                                                           | Mongi Ben Hamida Fouad Mebazaa Dhaoui Hannablia   | PSD    | 27. Dezember 1977 13. September 1978 7. November 1979 | 13. September 1978 7. November 1979 23. April 1980 |
| Minister für Ausrüstung                                                                                       | Lassâad Ben Osman Mohamed Ali Souissi             | PSD    | 27. Dezember 1977 7. November 1979                    | 7. November 1979 23. April 1980                    |
| Sozialminister                                                                                                | Mohamed Jomâa Mohamed Ennaceur                    | PSD    | 27. Dezember 1977 7. 7. November 1979                 | 7. November 1979 23. April 1980                    |
| Minister für Transport und Kommunikation                                                                      | Abdelhamid Sassi Hassan Belkhodja Sadok Ben Jemâa | PSD    | 27. Dezember 1977 7. November 1979 15. April 1980     | 7. November 1979 15. April 1980 23. April 1980     |
| Minister für Jugend und Sport                                                                                 | Fouad Mebazaa Hédi Zeghal                         | PSD    | 27. Dezember 1977 13. September 1978                  | 13. September 1978 23. April 1980                  |
| Minister für die Beziehungen zur Nationalversammlung                                                          | Othman Kechrid                                    | PSD    | 27. Dezember 1977                                     | 7. November 1979                                   |
| Generalsekretär der Regierung                                                                                 | Othman Kechrid Moncef Zaafrane                    | PSD    | 27. Dezember 1977 7. November 1979                    | 7. November 1979 23. April 1980                    |
| Informationsminister 7. November 1979: Zusammenlegung des Informationsministeriums mit dem Kulturministerium. | Chedli Klibi                                      | PSD    | 20. September 1978                                    | 7. November 1979                                   |
| Minister für höhere Bildung                                                                                   | Abdelaziz Ben Dhia                                | PSD    | 20. September 1978                                    | 23. April 1980                                     |
| Staatssekretär für Information beim Premierminister                                                           | Mustapha Masmoudi                                 | PSD    | 27. Dezember 1977                                     | 23. April 1980                                     |
| Staatssekretär beim Außenminister                                                                             | Brahim Turki                                      | PSD    | 27. Dezember 1977                                     | 23. April 1980                                     |
| Staatssekretär beim Minister für nationale Bildung                                                            | Hédi Zeghal                                       | PSD    | 27. Dezember 1977                                     | 23. April 1980                                     |
| Staatssekretär beim Minister für Transport und Kommunikation                                                  | Larbi Mellakh                                     | PSD    | 27. Dezember 1977                                     | 23. April 1980                                     |
| Staatssekretär für Berufsausbildung beim Sozialminister                                                       | Noureddine Ktari                                  | PSD    | 27. Dezember 1977                                     | 23. April 1980                                     |
| Staatssekretär für Verwaltungsreformen beim Premierminister                                                   | Mohamed Chaker                                    | PSD    | 7. November 1979                                      | 23. April 1980                                     |
| Staatssekretär für Post, Telegrafie und Telefonie beim Minister für Transport und Kommunikation               | Brahim Khouaja                                    | PSD    | 7. November 1979                                      | 23. April 1980                                     |